# Ny Harløse
Ny Harløse er en by i Nordsjælland med 208 indbyggere i byområdet (2021), beliggende 17 km nordøst for Frederikssund, 18 km sydvest for Frederiksværk og 6 km vest for Hillerød (kun 2 km vest for omfartsvejen rute 16). Byen hører til Hillerød Kommune og ligger i Region Hovedstaden.
Ny Harløse ligger 1½ km nordøst for den gamle landsby Harløse. Byen hører til Tjæreby Sogn. Tjæreby Kirke ligger i landsbyen Tjæreby 1 km nord for Ny Harløse.

## Faciliteter
Harløse Skole er en specialskole for normaltbegavede elever med autisme og tilgrænsende diagnoser. Den ligger 1 km øst for Ny Harløse og har 89 elever.
Harløse Forsamlingshus ligger i byen. Det har 4 sale med en samlet kapacitet på 140 personer.
Harløse Lokalråd repræsenterer borgerne i Gl. Harløse, Ny Harløse, Harløse overdrev, Klostervang, Æbelholtsvang, Tjæreby, Æbelholtsdam samt Freersvang.

## Historie

### Jernbanen
1 km øst for landsbyen Harløse blev der i 1897 åbnet en station på Hillerød-Frederiksværk Jernbane. I 1898 beskrives Harløse ganske kort således: "Haarløse med Skole (i Herlev Sogn);" ½ km nord for stationen opstod Ny Harløse: Allerede i banens tid kom her en lille bebyggelse omkring mejeriet og skolen, men i 1927 blev stationen nedrykket til trinbræt. 1. oktober 1924 var Gl. Harløse trinbræt oprettet knap 1 km syd for den gamle landsby.
Begge trinbrætter blev nedlagt i 1950, da Frederiksværkbanen mellem Hillerød og Skævinge blev omlagt til den nuværende sydligere linjeføring over Brødeskov og Gørløse. Stationsbygningen, der stadig er ensomt beliggende, er bevaret på Nebbegårdsvej 1.